# Groupe Bertrand
De Groupe Bertrand is een Frans onderneming in de hotel-, restaurant- en distributiesector. De onderneming werd opgericht in 1997 door Oliver Bertrand en telde in 2015 250 vestigingen.
De holding Ob Holding werd opgericht in 1992 en wordt sinds 4 mei 2018 geleid door Christophe Gaschin vanuit het hoofdkantoor aan de 59 rue de Tocqueville in Parijs. .

## Bedrijfsonderdelen
De Bertrand-groep bestaat uit drie divisies:
- Restaurants[2] :
  - Parijse restaurants : La Gare[3], L'Île, l'Ô, Volfoni, Les Deux Stations[4], Auteuil
  - Luxe restaurants: Angelina, Brasserie Lipp, Arcady's
  - Fastfood: Burger King Frankrijk, Bert's, Contemporary Café, Quick
  - Pubs/brasserieën in filialen en franchiseketens : Au Bureau, Café Leffe, Irish Corner, Charlie Birdy, Hippopotamus, Léon de Bruxelles.
  - Horeca in concessie en evenementencatering : Paleis van Versailles, Picasso Museum, Atelier Renault, Cité des sciences et de líndustrie, Printemps Haussmann, Jardin d'Acclimatation, Petit Trianon, Palais de la Découverte, Musée de la Vie Romantique, Parc André-Citroën, Musée de lÁrmée, Musée du Luxembourg
- Hotels: Relais Christine en Saint James Paris[5]
- Drankendistributie: Olivier Bertrand Distribution (OBD)[6]

## Geschiedenis
De groep werd in 1997 opgericht door Olivier Bertrand en begon met de oprichting van het Chesterfield Café in het 8e arrondissement van Parijs.
In 2002 nam de Groupe Bertrand de restaurantketen Brasserie Lipp over en in 2005 de theesalon Angelina.
In juni 2006 nam investeringsfonds L Capital een belang van 37% in de Groupe Bertrand.
In 2006 lanceerde de groep Brasserie Printemps en opende het restaurant Délicieux en de World Bar in het warenhuis Printemps Haussmann.
In 2007 vertrouwde de fastfoodketen Quick de ontwikkeling van zijn restaurants in Algerije toe aan de Groupe Bertrand.
In oktober 2008 opende de Groupe Bertrand een filiaal van Brasserie Lipp in Mexico.
In 2009 bundelde de groep de krachten met FiduFrance om de formules Caféin, Sedab en Vision CHD over te nemen van InBev France, de op twee na grootste brouwer in Frankrijk.
In 2011 kocht de Groupe Bertrand de restaurants L'Île, le Fief en Ô Restaurant. In hetzelfde jaar richtte de groep Arcadys op. Deze onderneming , dat Franse gastronomische specialiteiten distribueert onder haar  eigen merknaam Angelina of onder exclusieve licentie (Kaspia, la Maison de la Truffe).
In 2012 verkocht L Capital, een investeringsfonds van de Groupe LVMH, zijn aandelen in de Groupe Bertrand aan Naxicap, het investeringsvehikel van Natixis.
In 2014 opende dochteronderneming Bertrand Restauration als franchisenemer vijf Burger King- vestigingen: in Bonneuil sur Marne, Créteil, Parijs (Boétie), Le Mans en Troyes.  In hetzelfde jaar won Bertrand Restauration de aanbesteding tot exploitatie van een restaurant in het Atelier Renault en een café in het  Musée Picasso in Parijs, Le Café sur le toit. In 2014 worden in Dubai, China, Hong Kong en Doha vestigingen geopend van de restaurantketen Angelina.
In 2015 won Bertrand Restauration de aanbesteding voor de exploitatie van een cafetaria in het Parc André-Citroën en opende de onderhandelingen om Quick te kopen.
In december 2015 kondigde Bertrand Distribution Burger KIng, een dochteronderneming van de Groupe Bertrand aan dat zij de fastfoodketen Quick overnam van Qualium Investissement. Een groot deel van de 397 Quick-restaurants ging onder het merk Burger King verder, terwijl een veertigtal 100% halalproducten zullen serveren. .
In april 2016 verwerft de Groupe Bertrand de groep Frères Blanc van Qualium Investment Fund. Voor een bedrag van ca. €60 miljoen wordt het eigenaar van dertien bekende Parijse brasserieën, waaronder Le Procope, le Grand Café des Capucines, l’Alsace, la Fermette Marboeuf en le Flora Danica.
In april 2017 kondigde Groupe Bertrand de overname aan van Groupe Flo, die eigenaar is van 270 restaurants, waaronder de Hippopotamus-keten, en een omzet van 246,8 miljoen euro heeft. Op dat moment verkeerde de Groupe Flo in moeilijkheden door een omzetdaling en een tekort van 65 miljoen euro in 2016. Tegelijkertijd kondigde Groupe Bertrand aan de ca. 30 vestigingen van de restaurantketen Tablapizza, die onderdeel uitmaakte van Groupe Flo te willen verkopen aan  Groupe Le Duff, die al eigenaar was van de keten Pizza Del Arte.
In 2018 opende een restaurant Angelina in Jeddah in Saoedi-Arabië.
In 2019 nam Groupe Bertrand de restaurantketen Léon de Bruxelles met 82 restaurants, een omzet van €119 miljoen en 1.480 medewerkers over.
In 2020 probeerde Groupe Bertrand de restaurantketen Courtepaille te kopen die in surseance van betaling verkeerde. De schuldeisers kozen echter voor het bod van TDR Capital dat ook de Buffalo restaurantketen bezit.